# Bid‘ah
Bid'ah (arabiska: بدعة) betyder ordagrant innovation och definieras generellt som någonting nyskapat efter religionens fulländning eller påhitt av nya trosuppfattningar och ritualer efter den islamiske profeten Muhammeds bortgång. Men muslimerna anser att allting är tillåtet så länge det inte finns något giltigt förbud mot det. Om allt som inte fanns under profetens tid hade varit en förbjuden innovation hade mycket av det som finns i den islamiska världen idag varit förbjudet, men sådant är inte fallet. Vissa muslimska grupper (wahhabiter och till viss grad hanbaliter) anser att alla handlingar som inte gjorts av Muhammed, kaliferna eller nämnts i återberättelser, är bid'ah och haram. Men de flesta muslimer anser att det är omöjligt att anpassa sig till nya förhållanden utan att introducera vissa typer av innovationer. Bid'ah har sedan delats in i bra och dåliga typer.